# Montesquiu
Montesquiu – gmina w Hiszpanii, w prowincji Barcelona, w Katalonii, o powierzchni 4,78 km². W 2011 roku gmina liczyła 921 mieszkańców. Położona jest nad brzegiem rzeki Ter na północy wyspy.